# نهر أنيكستا
نهر أنكيستا يمر في مقاطعة أنيكشاي ومقاطعة أوتينا شمال شرق دولة ليتوانيا، ويسري النهر خلال مسافة تُقدر ب13.8 كيلومتر ولسه مساحة مائية سطحية تُقدر ب144.9 كيلومتر مربع، ويُعد رافدًا لنهر شفينتوجي.